# Eduard Fernández
Eduard Fernández, född 25 augusti 1964 i Barcelona, är en spansk skådespelare.
Fernández har bland annat medverkat i filmen The Skin I Live In. Han har även medverkat i TV-serierna 30 Coins och Järnhanden.

## Filmografi (i urval)
- 2006 – Captain Alatriste
- 2010 – Biutiful
- 2011 – The Skin I Live In
- 2015 – Vänner för livet
- 2020–2023 – 30 Coins (TV-serie)
- 2024 – Järnhanden (TV-serie)